# Ірригатор (футбольний клуб)
Футбольний клуб «Ірригатор» або просто «Ірригатор» — туркменський професіональний футбольний клуб із міста Туркменабат.

## Попередні назви
- до 1967 — «Захмет» (Чарджоу);
- 1968—1991 — «Ірригатор» (Чарджоу);
- 1992—1998 — «Ірригатор» (Чарджев);
- с 1999 — «Ірригатор» (Туркменабат).

## Історія
Футбольний клуб «Захмет» (Чарджоу) виник в 1965 році в місті Туркменабат Лебапського велаяту. Найкращим досягненням клубу стало 15-те місце в Класі «Б» Другої ліги Чемпіонату СРСР з футболу 1966 року.